# Nadieżda Trojan
Nadieżda Wiktorowna Trojan, Nadzieja Wiktarauna Trajan (ros. Надежда Викторовна Троян, biał. Надзея Віктараўна Траян, ur. 24 października 1921 w Drissie (obecnie Wierchniedźwińsk), zm. 7 września 2011 w Moskwie) – radziecka partyzantka i sanitariuszka, Bohater Związku Radzieckiego (1943).

## Życiorys
Urodziła się w rodzinie białoruskiej. Skończyła 10 klas szkoły. Podczas wojny z Niemcami znajdowała się na okupowanym terytorium i brała udział w działalności podziemnej organizacji komsomolskiej w Smolewiczach, pomagając partyzantom. W lipcu 1942 została łączniczką, zwiadowcą i sanitariuszką trzech oddziałów partyzanckich działających w obwodzie mińskim. Wraz z Aleną Mazanik i Mariją Osipową brała udział w przygotowaniach do zamachu na Wilhelma Kubego, za co została nagrodzona tytułem Bohatera Związku Radzieckiego. Po wojnie, w 1947 ukończyła 1 Moskiewski Instytut Medyczny, później była dyrektorem jednego z instytutów Ministerstwa Ochrony Zdrowia ZSRR i adiunktem katedry chirurgii 1 Moskiewskiego Instytutu Medycznego. Była członkiem prezydium Radzieckiego Komitetu Weteranów Wojny, członkiem Komitetu Obrony Pokoju i przewodniczącą Komitetu Wykonawczego Związku Towarzystwa Czerwonego Krzyża i Czerwonego Półksiężyca ZSRR i współprzewodniczącą Międzynarodowej Organizacji Edukacji Sanitarnej. Zdobyła tytuł kandydata nauk medycznych, miała stopień starszego porucznika służby medycznej rezerwy. Pochowana na Cmentarzu Trojekurowskim w Moskwie.

## Odznaczenia
- Złota Gwiazda Bohatera Związku Radzieckiego (29 października 1943)
- Order Lenina (29 października 1943)
- Order Wojny Ojczyźnianej I klasy (11 marca 1985)
- Order Czerwonego Sztandaru Pracy (dwukrotnie)
- Order Przyjaźni Narodów
- Order Czerwonej Gwiazdy

i medale.